# Nepenthes micramphora
Nepenthes micramphora är en tvåhjärtbladig växtart som beskrevs av V.B. Heinrich, S. Mcpherson, Gronem. och V.B. Amoroso. Nepenthes micramphora ingår i släktet Nepenthes och familjen Nepenthaceae. Inga underarter finns listade i Catalogue of Life.

## Bildgalleri

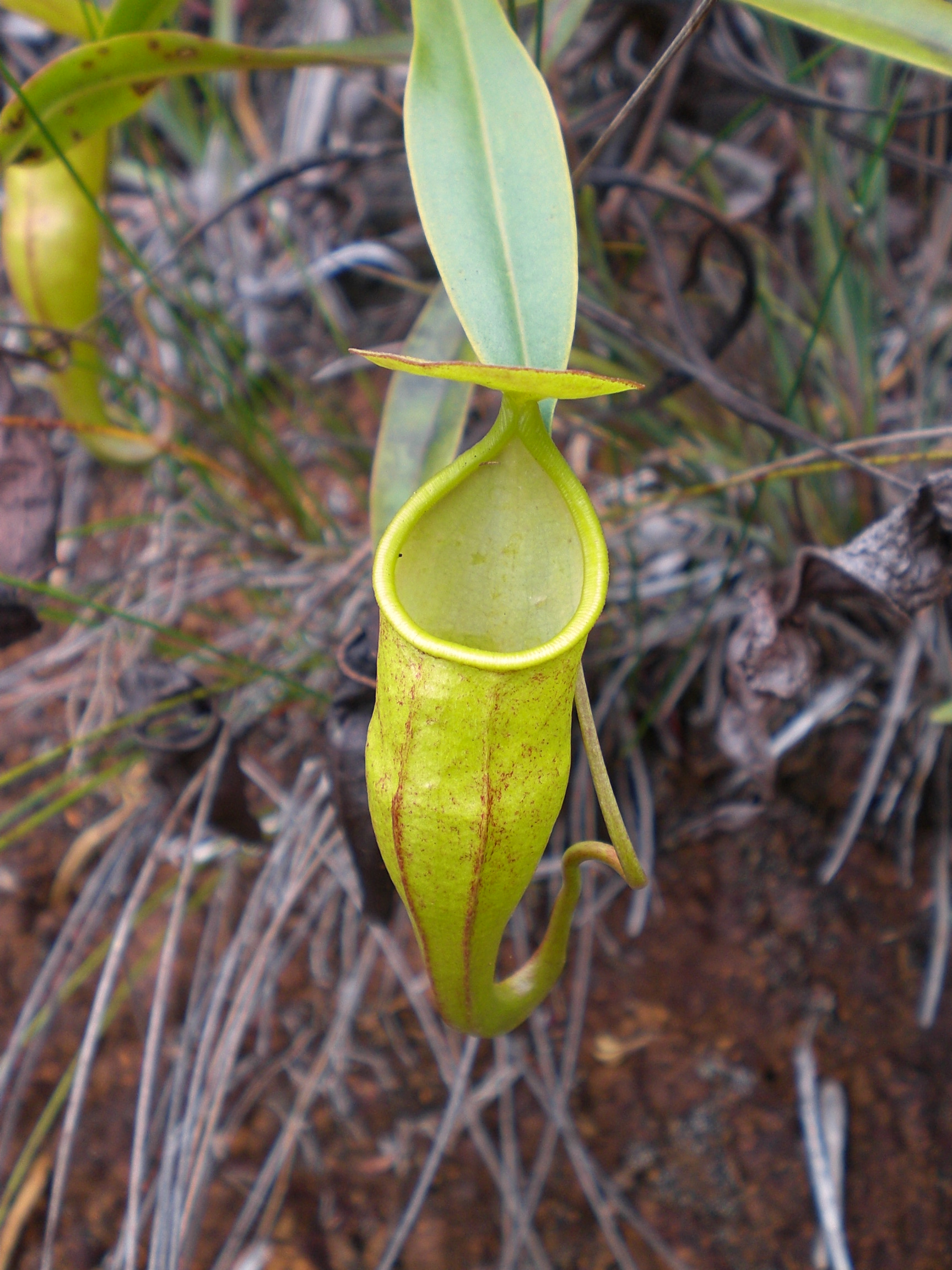
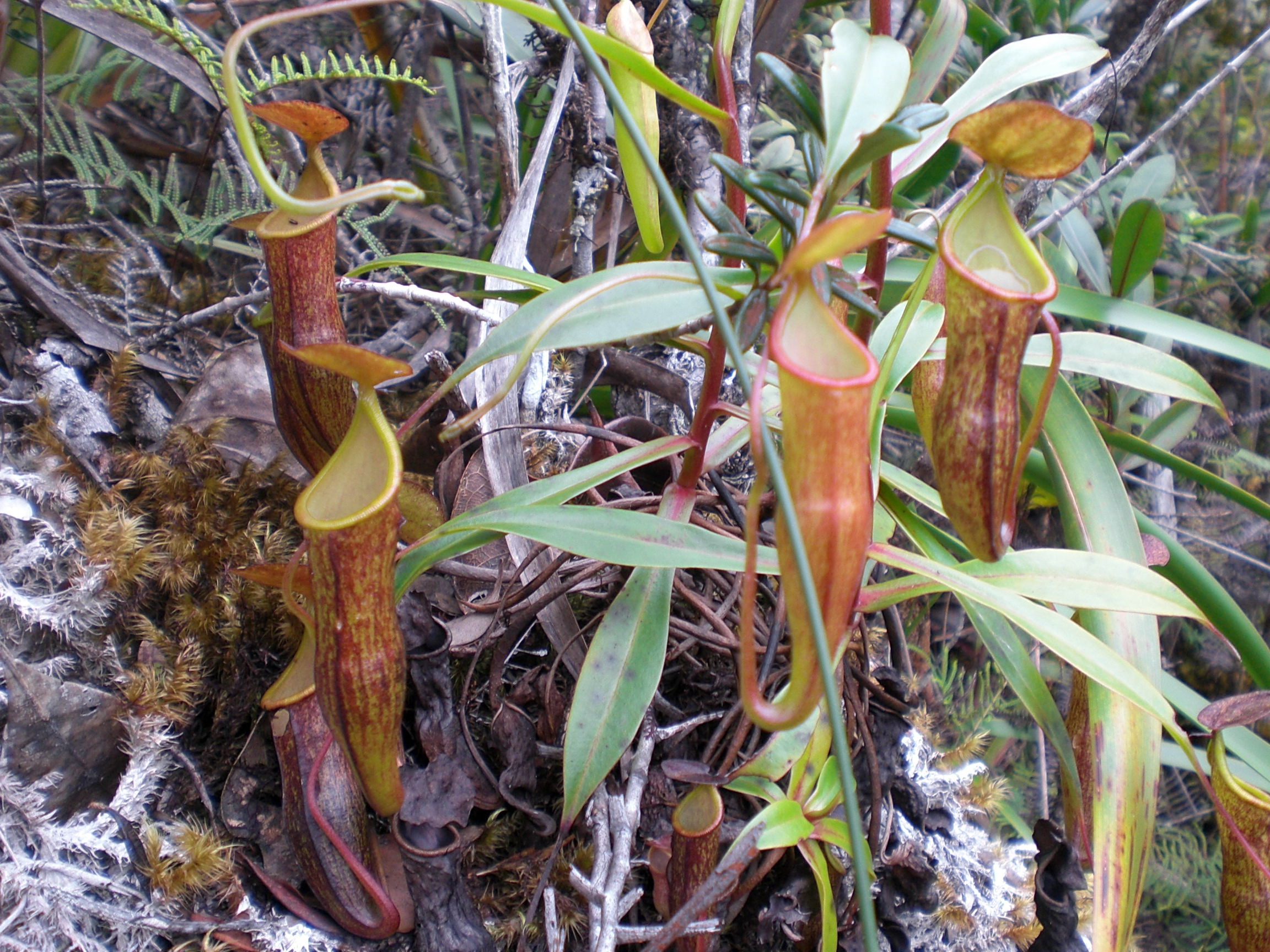
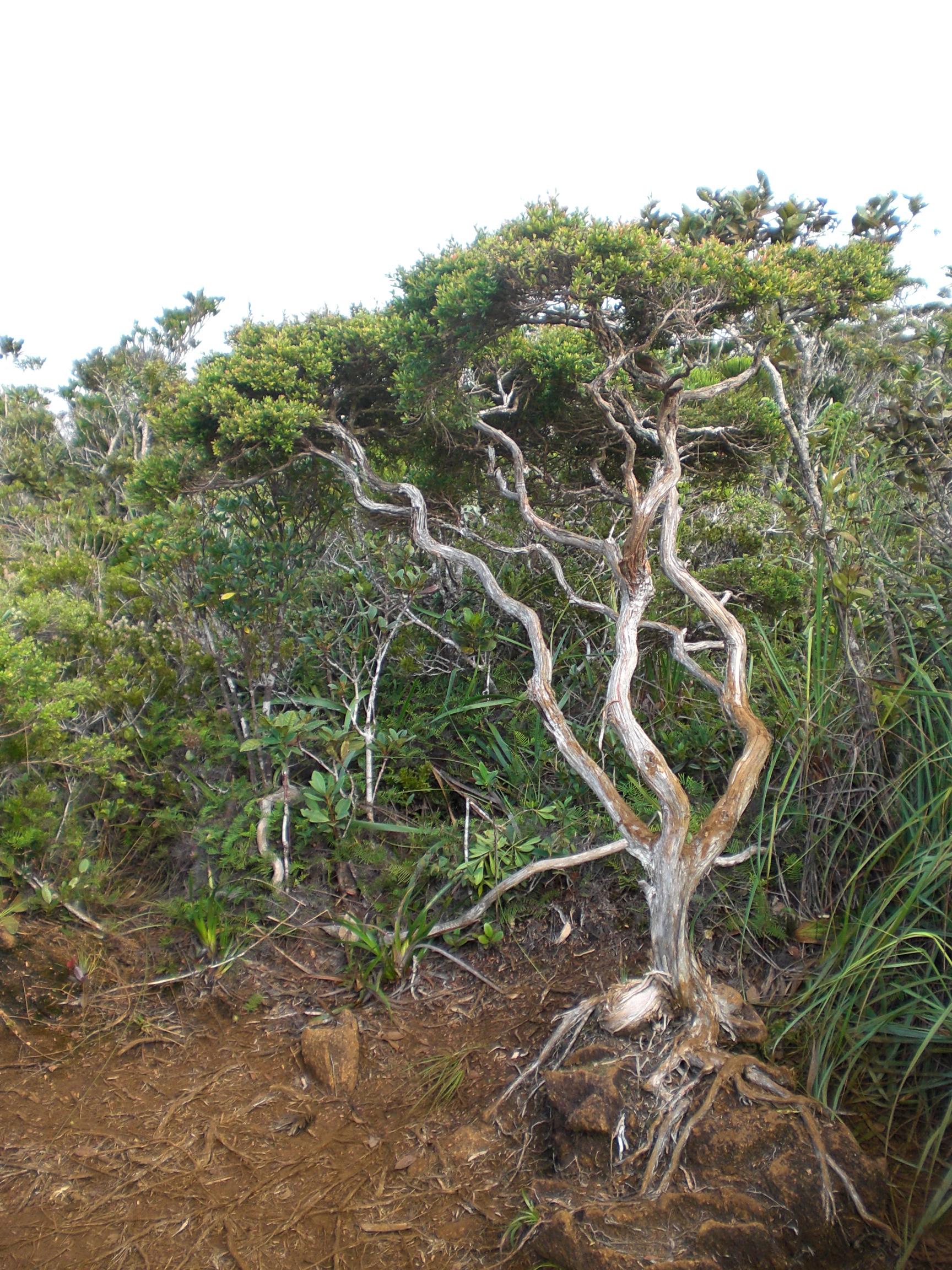
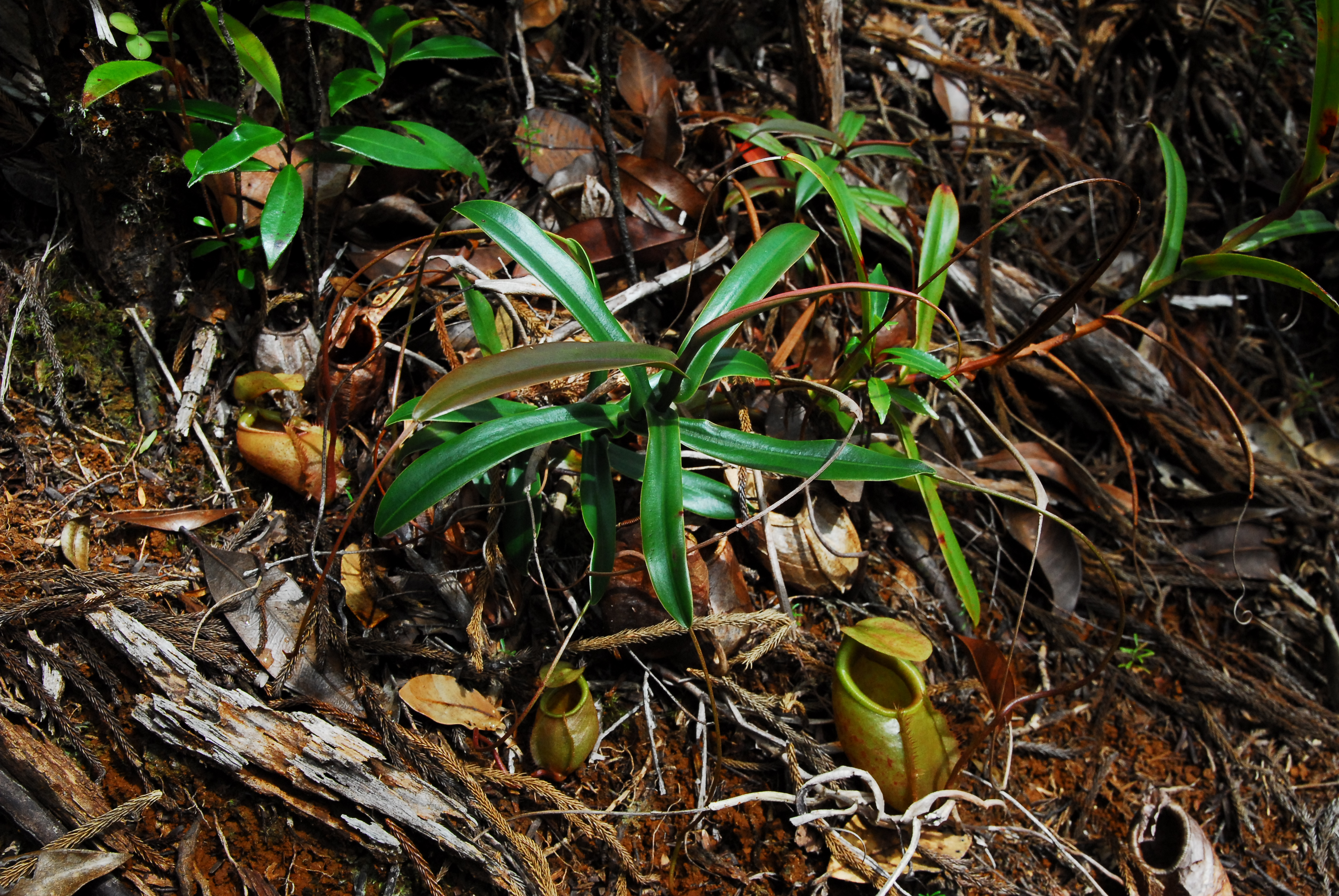